# Miguel Ajú
Miguel Andrés Ajú Alfaro (Alajuela, 8 de noviembre de 1999) es un futbolista costarricense que juega como guardameta en el Asociación Deportiva Sarchí de la Segunda División de Costa Rica.

## Clubes
| Club                                | País       | Año         |
| ----------------------------------- | ---------- | ----------- |
| L. D. Alajuelense                   | Costa Rica | 2017-2024   |
| Municipal Santa Ana (Préstamo)      | Costa Rica | 2017        |
| Club Sport Once de Abril (Préstamo) | Costa Rica | 2018-2019   |
| Rosario (Préstamo)                  | Costa Rica | 2019-2020   |
| Jicaral Sercoba (Préstamo)          | Costa Rica | 2021        |
| Puntarenas Fútbol Club (Préstamo)   | Costa Rica | 2024        |
| Santos de Guápiles                  | Costa Rica | 2025 - act. |

## Palmarés

### Títulos nacionales
| Título                         | Club              | País       | Año  |
| ------------------------------ | ----------------- | ---------- | ---- |
| Primera División de Costa Rica | L. D. Alajuelense | Costa Rica | 2020 |
| Torneo de Copa de Costa Rica   | L. D. Alajuelense | Costa Rica | 2023 |

### Títulos internacionales
| Título                           | Equipo            | País     | Año  |
| -------------------------------- | ----------------- | -------- | ---- |
| Liga Concacaf                    | L. D. Alajuelense | Alajuela | 2021 |
| Copa Centroamericana de Concacaf | L. D. Alajuelense | Alajuela | 2023 |